# Parco nazionale di Ogasawara
Il parco nazionale di Ogasawara (小笠原国立公園?, Ogasawara Kokuritsu Kōen) è un parco nazionale nelle isole Ogasawara, localizzato approssimativamente mille chilometri a sud di Tokyo, in Giappone. Il parco fu istituito nel 1972 all'interno della municipalità di Ogasawara, essa stessa parte di Tokyo. Nel 2011, le isole Ogasawara furono iscritte nella Lista dei Patrimoni dell'umanità dell'UNESCO.

## Isole
L'arcipelago è noto anche come isole Bonin, una corruzione di munin (無人?), che significa "disabitate". Le isole furono restituite all'amministrazione giapponese nel 1968 dopo l'occupazione statunitense. I gruppi di Chichijima, Hahajima e Mukojima sono inclusi dentro il parco, ma delle tre isole Vulcano, Iwo Jima e Minami Iwo Jima non lo sono.

## Flora e fauna
Secondo la valutazione IUCN per l'UNESCO, sono stati registrati 441 taxa di piante native, dei quali 161 di piante vascolari e 88 di piante legnose sono endemici. Per quanto riguarda gli animali, l'unico mammifero nativo è la volpe volante delle Bonin, in pericolo critico; delle 195 specie di uccelli registrate, quattordici sono sulla Lista rossa IUCN; dei due rettili terrestri, lo scinco occhi di serpente di Ogasawara è endemico; delle 1.380 specie di insetti, 379 sono endemiche; delle 134 specie di lumache di terra, 100 sono endemiche. Sono state inoltre registrate 40 specie di pesci d'acqua dolce, 23 di cetacei, 795 di pesci d'acqua salata e 226 di corallo ermatipico.